# Струйский, Дмитрий Юрьевич
Дмитрий Юрьевич Струйский (псевдоним Трилунный, 1806—1856) — русский поэт, переводчик, музыкальный критик, композитор.

## Биография
Внук Н. Е. Струйского. Родился 6 (18) сентября 1806 в имении отца, гвардейского офицера Юрия Николаевича Струйского, от его сожительства с крепостной Натальей Филипповной. В 1818 году отец узаконил этот брак и добился дворянства для детей — Дмитрия, Сергея, Варвары, Александры.
Получил домашнее образование. В 1819 году поступил своекоштным студентом на словесное отделение Московского университета (однокурсник Тютчева), вскоре перевёлся на нравственно-политическое отделение, окончив его в 1822 году с серебряной медалью.
По окончании определён в Московский архив Коллегии иностранных дел. В 1827 году переехал в Петербург, служил во второй экспедиции департамента Министерства юстиции. В 1834 году взял двухгодичный отпуск для лечения за границей и отправился в путешествие по Европе — пешком и в форменном мундире, по причине отсутствия средств. Побывал в Дрездене, Милане, Риме.
По возвращении в Петербург вышел в отставку в чине надворного советника. Попал в артистическую среду, вёл разгульный образ жизни, стал постоянным посетителем известного трактира Палкина.
В 1846 году, будучи в герцогстве Баденском, впал в помешательство и помещён в дом умалишённых в Илленау. В 1848 году перевезён братом во Францию, в дом умалишённых в Париже (или, по другим сведениям, в Оверни), где и находился до конца жизни.

## Творчество
Первая публикация — драматическая поэма «Аннибал на развалинах Карфагена» (1827). Печатал затем стихи, рецензии в «Литературной газете», альманахе «Северные цветы», в журналах «Галатея», «Московский вестник», в газете «Молва», в различных альманахах. После возвращения из-за границы обратился к прозе: путевые записки, исторические повести.
Перевёл отрывки из поэм Байрона «Гяур» и «Чайльд-Гарольд». Писал также подражания Байрону.
Один из первых музыкальных критиков в России. Сам был превосходным музыкантом (играл на скрипке). Среди его музыкальных сочинений — романсы, опера, две симфонии.

### Сочинения

#### Книги
- Аннибал на развалинах Карфагена. СПб, 1827
- Стихотворения Трилунного. В двух частях. СПб., 1830

#### Проза
- Худо быть близоруким // ЛГ, 1831, 1 мая (рассказ)
- Отрывки из путевых записок по Италии, Германии // Литературные прибавления к Русскому инвалиду, 1837
- Преобразование // «Литературные прибавления к Русскому инвалиду», 1837 (историческая повесть из времён Отечественной войны)
- Атаман Косолап // Пантеон, 1840, № 6 (историческая повесть из времён Смуты). Отзыв Белинского: «Боже мой! Что это такое? Тут и Борис Годунов, и Лжедимитрий, и Битяговский, и бояре, и разбойники, и русские барды с балалайками, вместо арф, и с брадами, вместо бород; но больше всего этого тут риторики… И все исторические лица этой растянутой повести говорят языком расиновских трагедий; атаман разбойников, гнусный Волохов, в то же время и романтический плакса… Нет, не хотим и верить, чтобы это была повесть, а не шутка вроде пародии на новости, порожденные повестями Марлинского!»[1].

#### Стихотворения
- Осада Миссолонги (1829), подражание Байрону
- Полемическая шутка (1830)
- Тщеславие (1830)
- Лира Оссиана (1830)
- Суд Петра над сыном (1830)
- «Поэт! и я цветок надгробный…» (1831)
- Иностранцу (1831)
- Неве (183)
- Рим (1831)
- Смерть (1831)
- Море (1831), подражание Байрону
- Тьма (1832), подражание Байрону
- Байронова урна (1832), неоконченная поэма
- Дума (1832)
- Самоубийца (1837)
- Могучил (1840)
- Воздушный паролёт (1845)
- Дант на границе своей родины (1845)
- Литературная заметка (1845), памяти Пушкина

#### Музыка
- Мелодии… для сопрано и тенора (1837)
- «Параша Сибирячка» — опера по мотивам мелодрамы Н. Полевого, поставлена в Большом театре (1840)
- «Аббадона» (1837) — музыкально-драматическая симфония
- «Скала святой Елены» (1841) — музыкально-фантастическая симфония